# Łatno
Łatno – osada w Polsce położona w województwie zachodniopomorskim, w powiecie gryfickim, w gminie Brojce.
Według danych gminy z 5 czerwca 2009 osada miała 47 mieszkańców. 
W latach 1975–1998 miejscowość administracyjnie należała do województwa szczecińskiego.

## Zabytki
- dwór, pocz. XIX, pocz. XX, nr rej.: A-1620z 17.05.1989